# Odyssey Marine Exploration
Odyssey Marine Exploration, Inc. é uma empresa norte-americana dedicada à exploração de navios naufragados em águas profundas.

## Tesouros recuperados

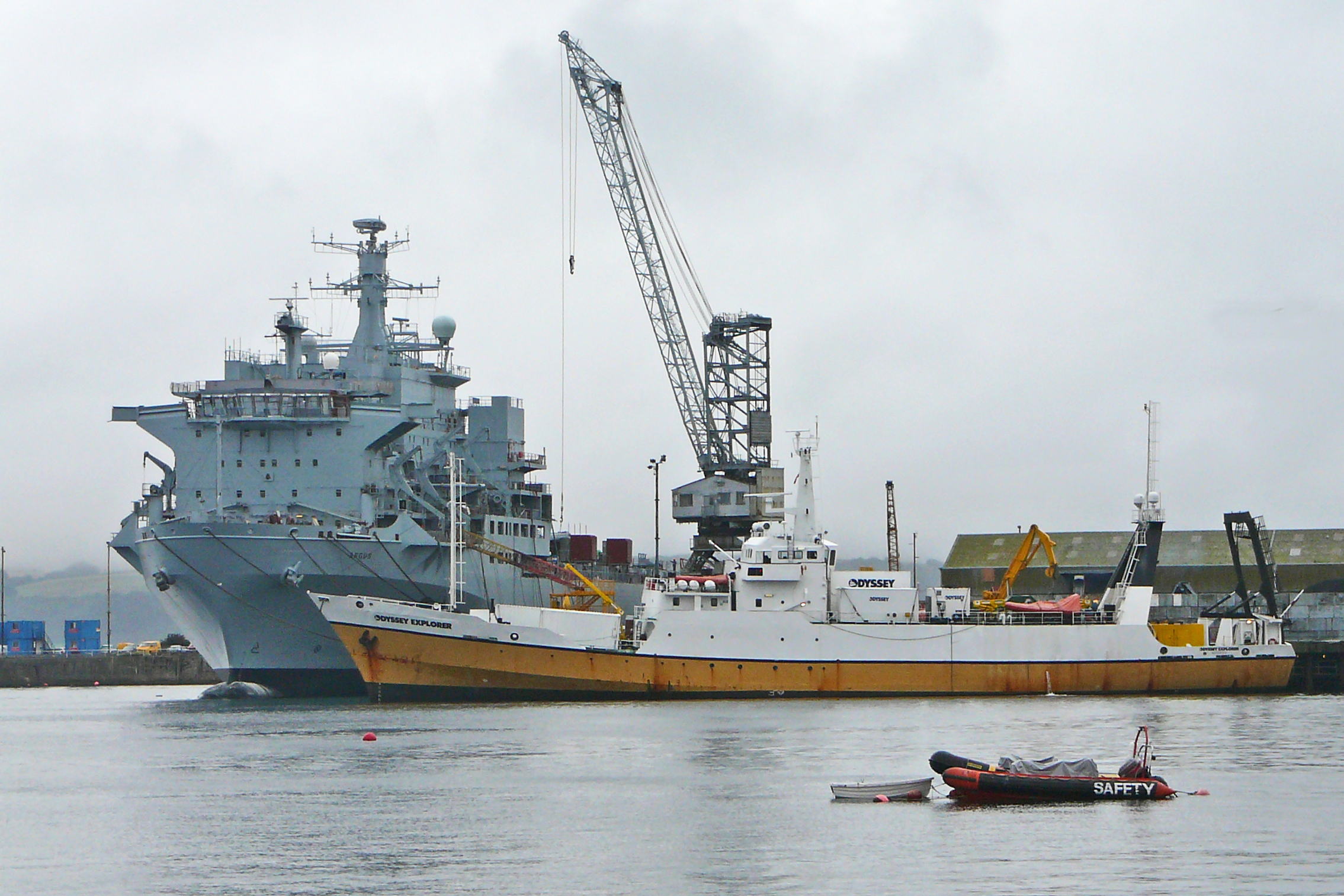
Odissey Explorer, o navio-plataforma usado pela Odyssey Marine Exploration em suas expedições

Entre os navios explorados que renderam a descoberta de tesouros estão:
- Nuestra Señora de las Mercedes – o tesouro em moedas de ouro e prata estimado em 500 milhões de dólares foi descoberto em 2007 e transportado para os Estados Unidos. A empresa se recusou a revelar a localização da descoberta ou o nome do navio, apelidando a operação de "The Black Swan".[1] O caso foi parar na justiça por iniciativa do Governo da Espanha, e a revelação do local por determinação de um tribunal americano, juntamente com investigações realizadas pelos espanhóis, estabeleceu que as moedas pertenciam à fragata Nuestra Señora de las Mercedes, afundada na costa de Portugal pela Marinha Real Britânica em 1804 durante a Batalha do Cabo de Santa Maria.[2] A Espanha reclamou o tesouro, conseguindo sua devolução em 2012 após um longo embate legal nas cortes dos Estados Unidos.[3]
- S.S. Gairsoppa – o navio cargueiro britânico naufragou em 1941 na costa de Galway, Irlanda, após ser torpedeado por um submarino nazista enquanto transportava um carregamento de prata, ferro e chá. As 61 toneladas de prata, estimadas em aproximadamente 75 milhões de dólares, foram resgatadas entre 2012 e 2013 com a ajuda de veículos operados remotamente.[4]